# 萬卡拉尼山 (普諾大區)
16°06′30″S 70°15′24″W / 16.10833°S 70.25667°W
萬卡拉尼山（Wankarani），是秘魯的山峰，位於該國東南部普諾大區，由皮查卡尼區和聖安東尼奧區負責管轄，屬於安地斯山脈的一部分，海拔高度5,181米。